# Alex Benno
Pour les articles homonymes, voir Benno.
Benjamin Bonefang, connu sous le nom de scène Alex Benno (né le 2 novembre 1872 à Oberhausen, Empire allemand et mort le 2 avril 1952 à Haarlem, Pays-Bas) est un acteur, scénariste, réalisateur et producteur de cinéma néerlandais, essentiellement pendant l'ère du cinéma muet.

## Filmographie partielle

### Comme acteur
- 1913 : Kat et Ket (Twee Zeeuwse Meisjes in Zandvoort) de Louis H. Chrispijn
- 1913 : L'Échelle vivante (De Levende Ladder) de Maurits Binger
- 1915 : L'Imposteur
- 1916 : Majoor Frans

### Comme réalisateur
- 1924 : Mooi Juultje van Volendam
- 1934 : Op hoop van zegen

## Source de la traduction
- (nl) Cet article est partiellement ou en totalité issu de l’article de Wikipédia en néerlandais intitulé « Alex benno » (voir la liste des auteurs).